# Sé (Évora)
A Freguesia da Sé foi uma freguesia urbana extinta do (atual) Município de Évora. Trata-se da mais antiga freguesia do antigo concelho, cuja fundação remonta à edificação da própria Catedral. O seu orago era Nossa Senhora da Assunção.
A freguesia compreendia o núcleo urbano intramuros, entre a chamada Rampa do Seminário e a Rua da Mesquita (actualmente chamada D. Augusto Eduardo Nunes) e todo o espaço extramuros da cidade. Em 1997, por decisão da Assembleia da República, a freguesia foi extinta, tendo a parte extramuros sido dividida pelas novas freguesias do Bacelo, Horta das Figueiras, Malagueira e Senhora da Saúde. A parte intramuros foi unida à freguesia de São Pedro, passando ambas a constituir a nova freguesia da Sé e São Pedro.
A Freguesia da Sé e São Pedro foi, em 2013, no âmbito de uma reforma administrativa nacional, agregada às freguesias de São Mamede e Santo Antão para criar a atual União das Freguesias de Évora (São Mamede, Sé, São Pedro e Santo Antão) (Évora (São Mamede, Sé, São Pedro e Santo Antão)).